# Lauenburg (Heyen)
Die Lauenburg ist die Ruine einer hochmittelalterlichen Höhenburg bei der Gemeinde Heyen im niedersächsischen Landkreis Holzminden.
Die Burg erscheint nicht in der historischen Überlieferung. Sie lässt sich lediglich durch bei Ausgrabungen und bei Begehungen getätigte Funde in das 12./13. Jahrhundert datieren.
Georg Schnath vermutete, dass es sich um eine Befestigung der Edelherren von Homburg handeln könnte, die sie errichtet hatten, bevor sie Bodenwerder im Jahr 1245 erwarben, aber möglicherweise nie vollendeten.

## Beschreibung
Die Lauenburg liegt auf einem spornartigen Ausläufer des Hohen Knapp. Sie ist durch ein Tal von dem Ringwall auf dem Heiligenberg getrennt. Das ovale Burgareal ist ca. 50 m lang und 30 m breit. Die Befestigung ist im Norden noch vorhanden, sie besteht aus einer vermörtelten Kalksteinmauer von ca. 1,5 m Breite. Am Ende des 19. Jahrhunderts wies sie an der Ostseite noch eine Höhe von 2 m auf. Zudem war erkennbar, dass sie im Westen in opus spicatum (Fischgrätmauerwerk) ausgeführt war. Vom höheren Teil des Berges ist die Burgfläche durch einen Halsgraben abgetrennt, der heute noch 2 bis 3 m breit und 0,4 m tief ist. Vor dem Spornende quert ein weiterer Abschnittsgraben den Bergrücken. Bei einer Ausgrabung wurden 1893 verkohlte Balken und mächtige Bauschuttschichten beobachtet, was für eine gewaltsame Zerstörung der Burg spricht. Als Überbleibsel der Innenbebauung lässt sich oberflächlich nur die Eintiefung eines Kellers erkennen.

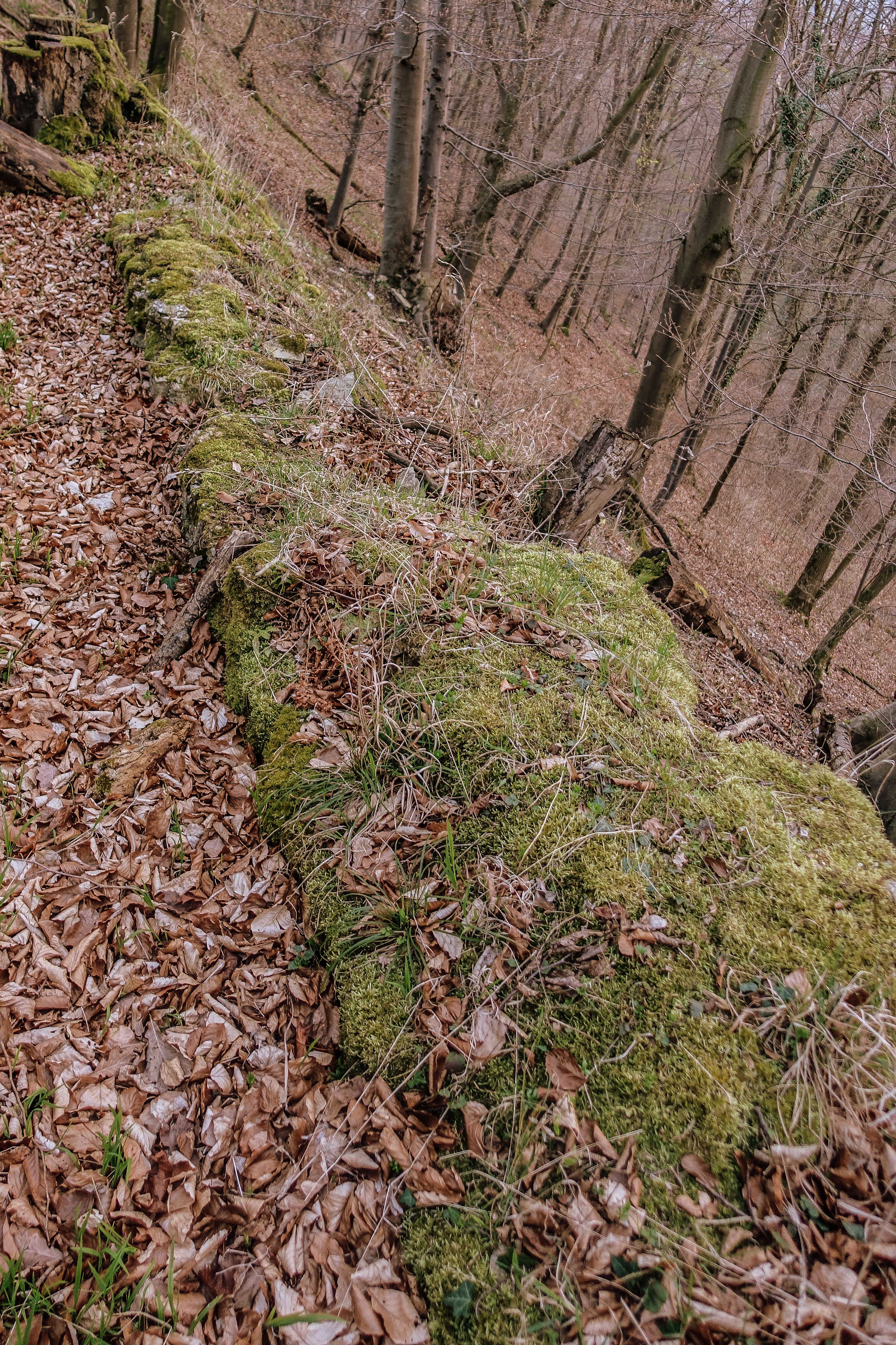
Mauerrest im Westen der Lauenburg